# Amato Bahibazire Mirindi
Amato Bayubasire Mirindi, né le 8 août en 1980 à Rugohwa, est un homme politique congolais (RDC) et vice-ministre de la Justice du gouvernement Lukonde depuis le 12 avril 2021.
Il est député national élu de la circonscription de Walungu dans la province du Sud-Kivu,,,,.

## Biographie
Il est né à Rugohwa le 8 août 1980 et est originaire du Sud-Kivu. Il est membre du parti politique Union nationale congolaise (UNC)